# Dipartimento di La Unión
Il dipartimento di La Unión è uno dei 14 dipartimenti di El Salvador, istituito il 22 giugno 1865. Si trova nella parte orientale del paese.

## Comuni del dipartimento
- Anamoros
- Bolívar
- Concepción de Oriente
- Conchagua
- El Carmen
- El Sauce
- Intipuca
- La Unión (capoluogo)
- Lislique
- Meanguera del Golfo
- Nueva Esparta
- Pasaquina
- Poloros
- San Alejo
- San José
- Santa Rosa de Lima
- Yayantique
- Yucuaiquín